# Arena Olímpica João Mambrini
A Arena Olímpica João Mambrini é um ginásio poliesportivo localizado na cidade de São Sebastião do Paraíso, Minas Gerais, Brasil. A a capacidade do local é de aproximadamente 3.500 espectadores.
O ginásio foi sede do time de futsal Intelli, que mudou sua sede para a cidade mineira em 2016.
O ginásio, além de receber partidas de futsal, também é utilizado para partidas de voleibol, basquetebol e handebol.